# آندریا آکاترینی
آندریا آکاترینی (به انگلیسی: Andreea Acatrinei) ژیمناست زادهٔ ۷ آوریل ۱۹۹۲ میلادی اهل کشور رومانی است.